# (13534) Alain-Fournier
Pour les articles homonymes, voir Alain-Fournier et Fournier.
(13534) Alain-Fournier est un astéroïde de la ceinture principale.

## Description
(13534) Alain-Fournier est un astéroïde de la ceinture principale. Il fut découvert le 4 septembre 1991 à La Silla par Eric Walter Elst. Il présente une orbite caractérisée par un demi-grand axe de 3,20 UA, une excentricité de 0,18 et une inclinaison de 1,3° par rapport à l'écliptique.

## Compléments